# خوان اندرادا
خوان اندرادا (انگلیسی: Juan Andrada؛ زادهٔ ۴ ژانویهٔ ۱۹۹۵) بازیکن فوتبال اهل آرژانتین است.
از باشگاه‌هایی که در آن بازی کرده‌است می‌توان به باشگاه فوتبال گودوی کروز اشاره کرد.